# Bandera de Pacs del Penedès
La bandera oficial de Pacs del Penedès té la descripció següent:
Bandera apaïsada, de proporcions dos d'alt per tres d'ample, blanca, amb la ploma negra amb la punta a baix, en banda, per damunt de la palma vermella, amb la punta a dalt, en barra, posades en sautor i ambdues enfilant la corona de llorer verd clar, de l'escut; tot el conjunt d'alçària 8/20 de la del drap i amplària 3/10 de la llargària del mateix drap, situat a 1/10 de la vora superior i a 1/6 de la de l'asta; i amb una faixa groga, d'alçària 7/20 de la del drap, amb 4 faixes vermelles, a la vora inferior.
Va ser aprovada el 5 de juny de 2020 i publicada en el DOGC el 10 de juny del mateix any amb el número 8.151.